# Malcolm Milne
Pour les articles homonymes, voir Milne.
Malcolm Milne, né le 9 novembre 1948 à Beechworth, est un skieur alpin australien. Son frère Ross fut tué lors de l'entrainement officiel de la descente à Innsbruck en 1964.

## Palmarès

### Jeux olympiques d'hiver
| Épreuve / Édition | Descente | Slalom géant | Slalom |
| JO 1968 Grenoble  | 24e      | 33e          | 24e    |
| JO 1972 Sapporo   | 23e      | 29e          | 24e    |

### Championnats du monde
| Épreuve / Édition         | Descente | Slalom géant | Slalom | Combiné |
| Mondiaux 1966 Portillo    | 41e      | 35e          | —      | 20e     |
| JO 1968 Grenoble          | 24e      | 33e          | 24e    | 12e     |
| Mondiaux 1970 Val Gardena | Bronze   | 29e          | —      | —       |
| JO 1972 Sapporo           | 23e      | 29e          | 24e    | 5e      |

### Coupe du monde
- Meilleur résultat au classement général : 15e en 1970
  - 1 victoire : 1 descente

#### Saison par saison
- Coupe du monde 1970 :
  - Classement général : 15e
    - 1 victoire en descente : Val-d'Isère
- Coupe du monde 1971 :
  - Classement général : 39e
- Coupe du monde 1972 :
  - Classement général : 38e

### Arlberg-Kandahar
- Meilleur résultat : 8e place dans la descente 1971-72 à Kitzbühel